# Портрет Эрнста Филиппстальского
«Портрет принца Эрнеста Филиппстальского» — картина Джорджа Доу и его мастерской из Военной галереи Зимнего дворца.
Картина представляет собой погрудный портрет генерал-майора принца Эрнста Константина Гессен-Филиппстальского из состава Военной галереи Зимнего дворца.
К началу Отечественной войны 1812 года полковник принц Эрнст Филиппстальский был обер-квартирмейстером казачьего корпуса М. И. Платова, в Бородинском сражении потерял правую ногу. Вернулся в строй в марте 1813 года и состоял при Главной квартире армии для особых поручений. За отличия в сражениях при Бауцене и Лютцене произведён в генерал-майоры; командовал сводной пехотно-казачьей бригадой в корпусе Ф. Ф. Винцингероде и был в сражениях при Гросберене, Денневице и Лейпциге. В кампании 1814 года находился при осаде Гамбурга.
Изображён в генеральском мундире, введённом для кавалерийских генералов 6 апреля 1814 года. Слева на груди звезда ордена Св. Анны 1-й степени; по борту мундира кресты прусского ордена Св. Иоанна Иерусалимского и гессен-кассельского ордена «За военные заслуги»; справа на груди кресты орденов Св. Георгия 4-го класса и Святого Владимира 4-й степени с бантом, серебряная медаль «В память Отечественной войны 1812 года» на Андреевской ленте, звёзды гессен-кассельского ордена Золотого льва и прусского ордена Св. Иоанна Иерусалимского. Подпись на раме: Принцъ Ернестъ Гессенъ Филипстальскiй, Ген. Маiоръ.

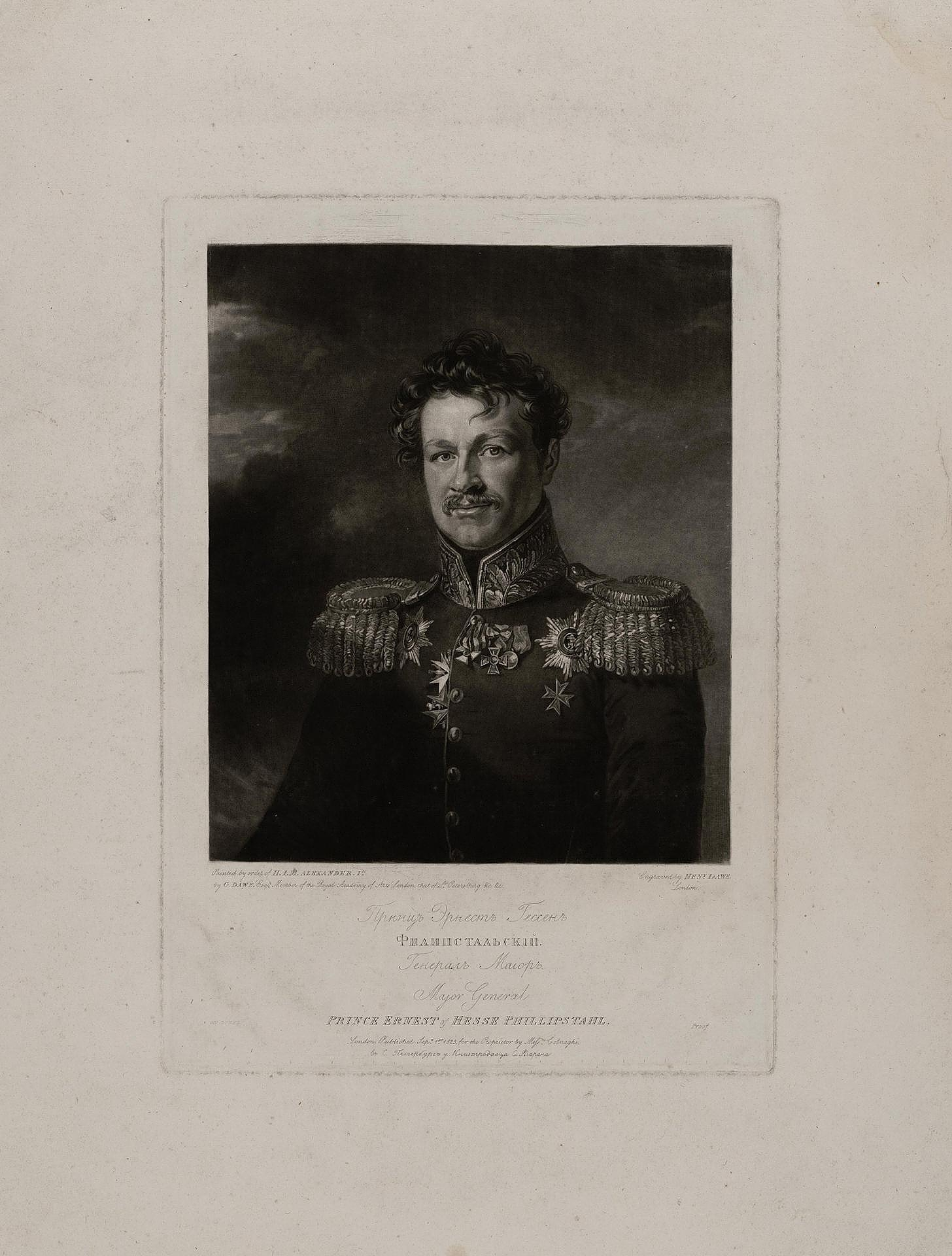
Гравюра Генри Доу, 1823 год

Несмотря на то, что 7 августа 1820 года Комитетом Главного штаба по аттестации принц Эрнест Гессен-Филиппстальский был включён в список «генералов, портреты коих не могут быть помещены в галерее» по причине того что «прежде производства в генерал-майоры лишился ноги в арьергарде 28 августа 1812 г. и в чине генерал-майора в сражениях не был» фактическое решение о написании его портрета было принято двумя месяцами ранее: 9 июня 1820 года император Александр I приказал написать его портрет. Гонорар Доу был выплачен 30 июня и 12 ноября 1820 года. Поскольку на портрете изображена звезда ордена Св. Анны 1-й степени, которая принцу Филиппстальскому была пожалована 12 октября 1821 года, то портрет был написан после этой даты. В 1823 году в Лондоне фирмой Messrs Colnaghi по заказу петербургского книготорговца С. Флорана была сделана гравюра Г. Доу с указанием даты 1 сентября 1823 года — соответственно галерейный портрет был закончен ранее этого времени. Отпечаток этой гравюры также имеется в собрании Эрмитажа (бумага, меццо-тинто, 56,5 × 41,5 см, инвентарный № ЭРГ-502). Готовый портрет был принят в Эрмитаж 7 сентября 1825 года.